# West End (London)

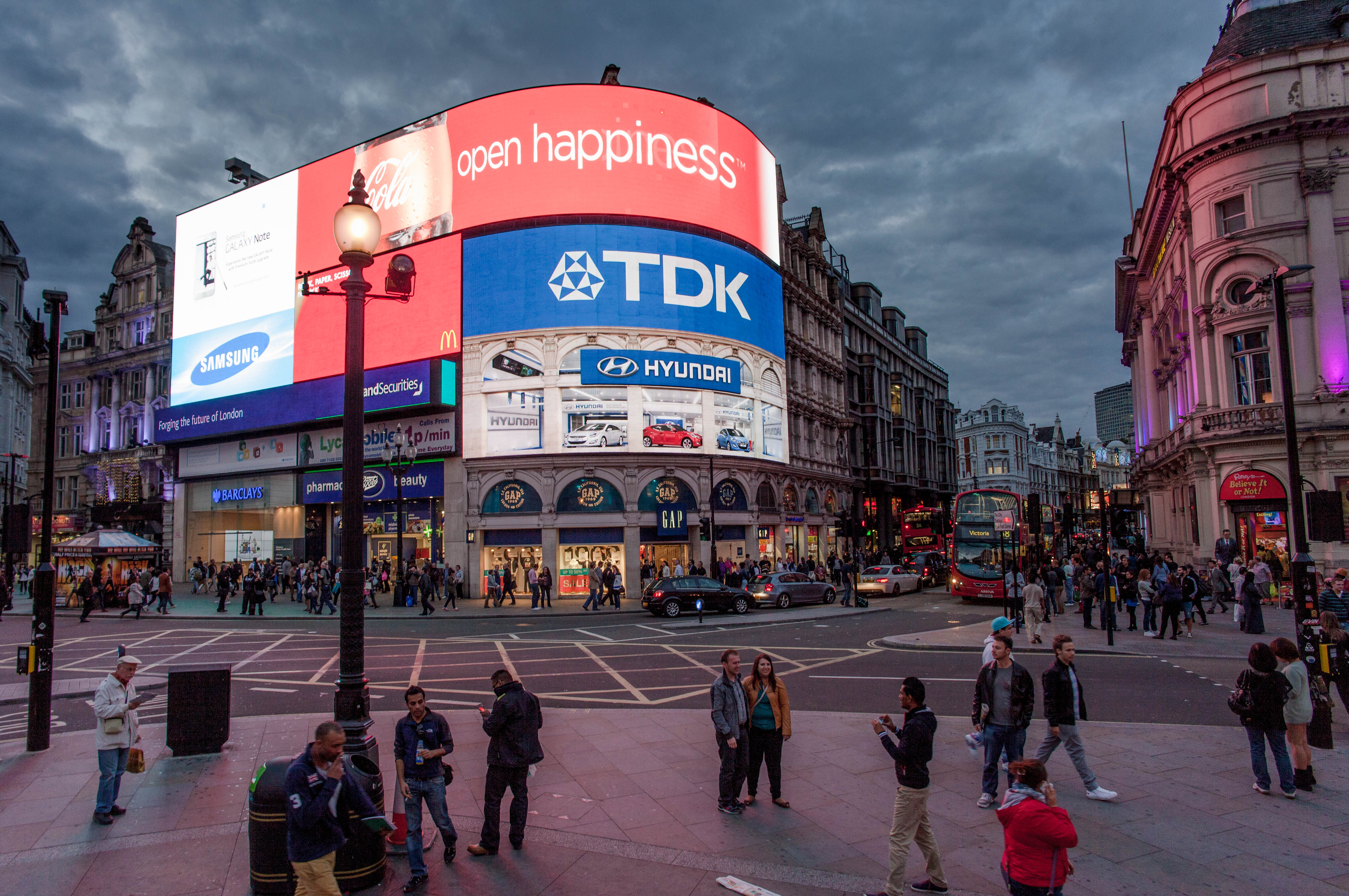
Piccadilly Circus im Herzen des West End, September 2012

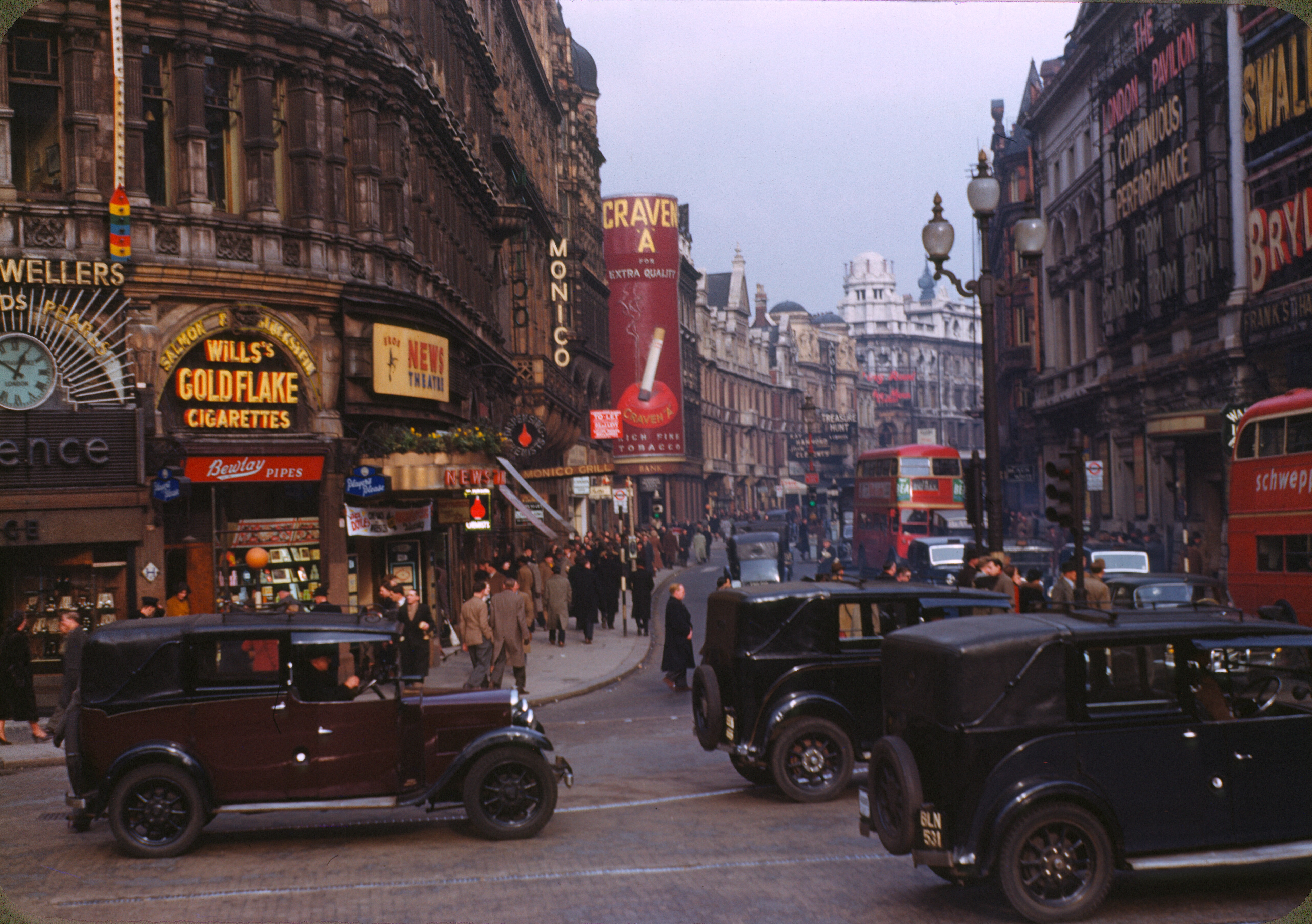
Blick in die Shaftesbury Avenue vom Piccadilly Circus aus (1949)

Das West End von London ist ein Stadtteil im Zentrum der britischen Hauptstadt in der City of Westminster. Viele der großen Touristenattraktionen der Stadt, Einkaufsmeilen, Großunternehmen, Regierungsgebäude und Unterhaltungszentren befinden sich in diesem Teil der Stadt.
Das West End ist international insbesondere für seine hohe Konzentration an Theatern bekannt und gilt neben dem Broadway in New York City und Hamburg in Deutschland als einer der weltweit bedeutendsten Standorte für Bühnenproduktionen.

## Gebietsgrenzen
Das Gebiet ist nicht genau eingegrenzt, üblicherweise wird es aber als die Gegend um Piccadilly Circus, Leicester Square, Trafalgar Square und die umliegenden Straßen verstanden. In der City of Westminster gibt es auch einen amtlichen Stadtbezirk, einen sogenannten ward, namens „West End“, der allerdings kleiner ist als das im allgemeinen Sprachgebrauch so bezeichnete Gebiet.
Der Begriff West End wurde ab dem frühen 19. Jahrhundert verwendet, um die reichere, schickere Gegend westlich von Charing Cross zu beschreiben, auch im Kontrast zum Londoner East End, der ärmsten Gegend der Stadt. Das Stadtgebiet umfasst heute Teile der Boroughs Westminster und Camden.
Während die City of London, aufgrund ihrer Flächengröße auch Square Mile (Quadratmeile) genannt, das Wirtschafts- und Finanzzentrum Londons beherbergt, steht das West End für das kommerzielle Unterhaltungszentrum der Großstadt. Es handelt sich um das größte Stadtzentrum des Vereinigten Königreichs und ist insofern vergleichbar mit Midtown Manhattan in New York City, Causeway Bay in Hongkong, Shibuya in Tokyo und dem 8. Arrondissement in Paris. Das West End ist zudem bis heute eine der teuersten Gegenden der Welt hinsichtlich der Wohnraum- und Büromietpreise, unmittelbar hinter der Sand Hill Road im Silicon Valley.

## West-End-Theater

### Theater im West End

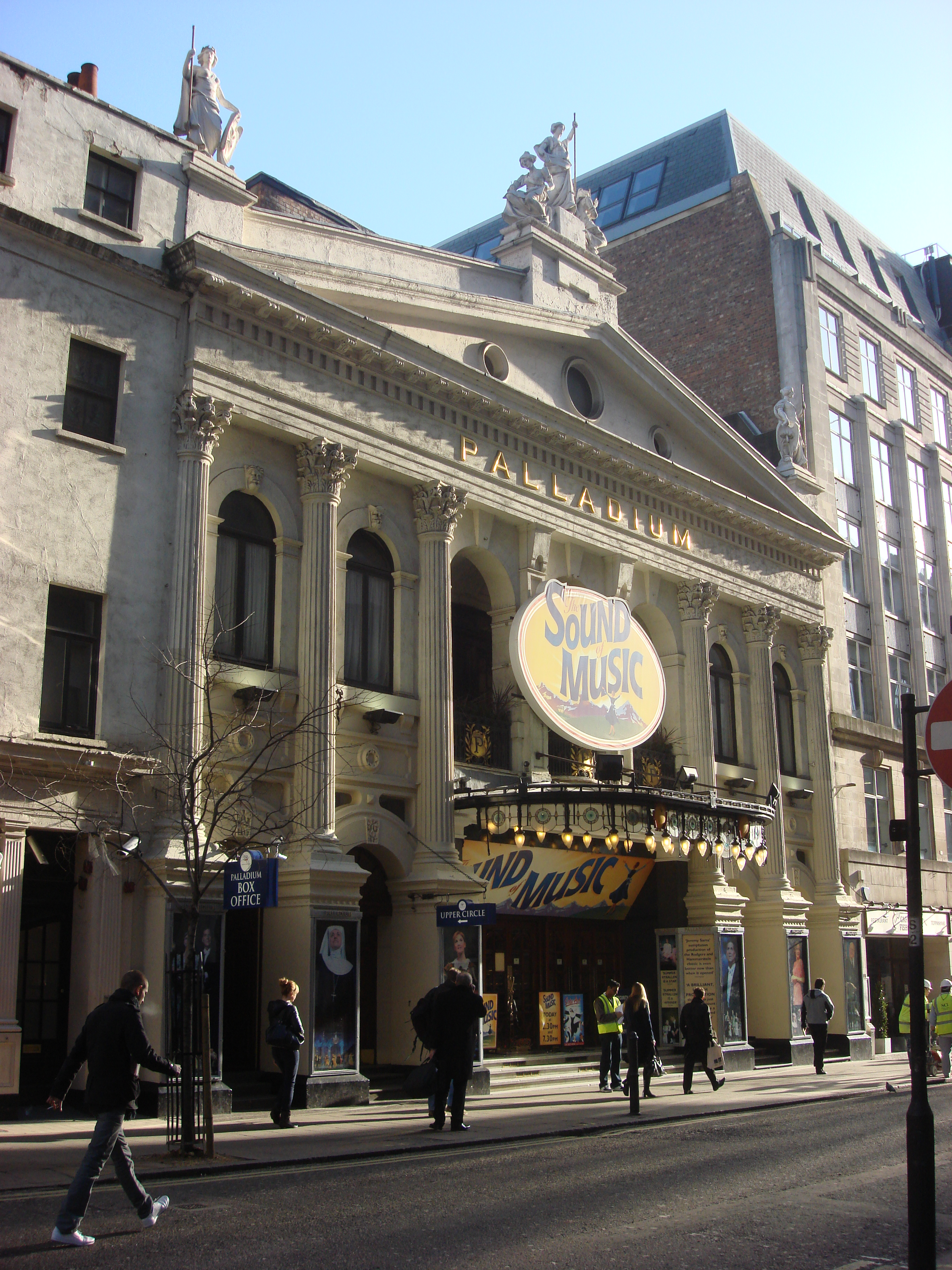
Das London Palladium, eines der West-End-Theater

Im kulturellen Kontext wird der Begriff West End international mit der Theaterszene im West End in Verbindung gebracht (ähnlich wie der Begriff Broadway mit Bezug zum Theaterviertel in New York). Die Straßen Drury Lane, Shaftesbury Avenue und Strand bilden den Kern des Londoner Theaterviertels im West End und werden als Theatreland bezeichnet.
Der Begriff West End bzw. West-End-Theater bezieht sich insbesondere auf die kommerziellen Theater des Stadtviertels. West-End-Theater sind etwa His Majesty’s Theatre und das Theatre Royal Haymarket am Haymarket, das Adelphi Theatre und das Lyceum Theatre am Strand und das Prince Edward Theatre. Gespielt werden klassische und moderne Theaterstücke, aber auch Musicals.

### Theater in London
Auch außerhalb des West End gibt es im Londoner Stadtkern berühmte Theater. Vorwiegend sind dies nichtkommerzielle, öffentlich geförderte Theaterhäuser. Dazu gehören das Royal National Theatre, das Royal Opera House in Covent Garden, das Royal Shakespeare Theatre und das Royal Court Theatre. Das Globe Theatre stellt als exakter Nachbau eines klassischen Shakespeare-Theaters eine Besonderheit dar. Es wird vom Globe Trust komplett finanziert, erhält also keine Subventionen.
Die fringe theatres (ungefähr: „Alternativtheater“) sind eine weitere Kategorie von Theatern oder Festivals. Sie sind mit den New Yorker Off-Broadway- und Off-Off-Broadway-Aufführungen zu vergleichen. In Analogie zu diesen werden sie gelegentlich als Off-West-End und Off-off-West-End bezeichnet, diese Begriffe haben sich jedoch bislang nicht durchgesetzt.

### Sprachgebrauch
Mit genaueren Bezeichnungen kann verdeutlicht werden, ob mit West End das Stadtgebiet oder die Theaterszene gemeint ist. Das Stadtgebiet wird genauer als West End of London bezeichnet. Der Bezug zum Theater kann durch Bezeichnungen wie zum Beispiel West End theatre oder West End show klargestellt werden.
Der Begriff Theatreland wird fast immer mit Bezug zu London verwendet, manchmal aber mit Bezug zu einer anderen großen Stadt wie beispielsweise Glasgow. Er bezeichnet allgemein eine Ansammlung vieler (kommerzieller) Theater auf engem Raum.

## Bedeutende Straßen und Plätze
- Baker Street
- Bond Street
- Carnaby Street
- Charing Cross Road
- Harley Street
- Haymarket
- King’s Road
- Old Compton Street
- Oxford Street
- Piccadilly
- Regent Street
- Savile Row
- Shaftesbury Avenue
- The Strand
- Tottenham Court Road

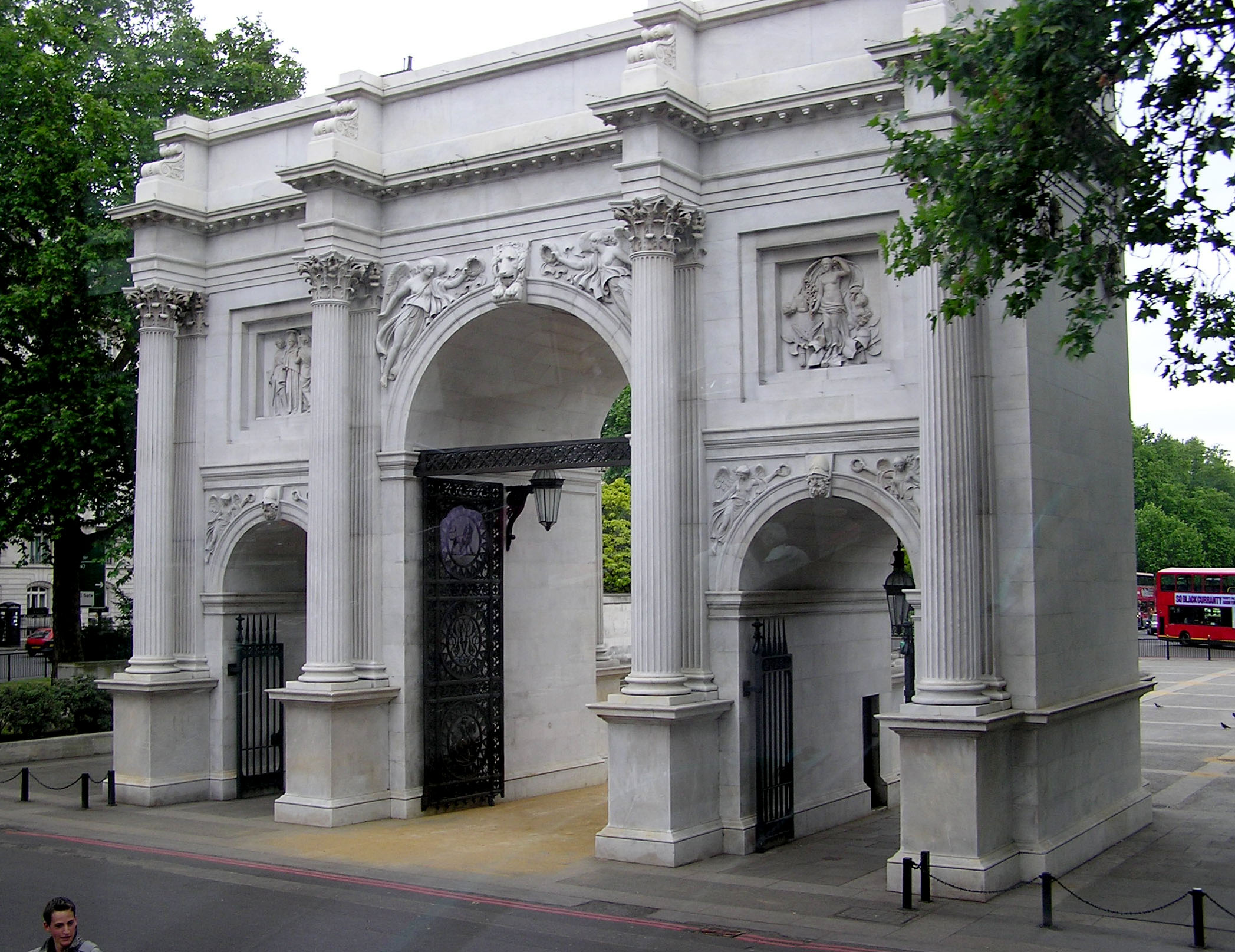
Marble Arch nahe der Speaker’s Corner im Hyde Park am Westende der Oxford Street

Im West End gibt es eine Reihe bedeutender öffentlicher Plätze (squares) und sogenannter circuses, der ursprünglichen Bezeichnung für die Londoner Kreisverkehre.
- Berkeley Square
- Cambridge Circus
- Grosvenor Square
- Leicester Square
- Marble Arch
- Oxford Circus
- Parliament Square
- Piccadilly Circus
- Russell Square
- Trafalgar Square

## Anbindung
Im West End befinden sich folgende U-Bahn-Haltestellen:
- Baker Street
- Bond Street
- Charing Cross
- Covent Garden
- Embankment
- Goodge Street
- Great Portland Street
- Green Park
- Holborn
- Hyde Park Corner
- Leicester Square
- Marble Arch
- Oxford Circus
- Piccadilly Circus
- Regent’s Park
- Russell Square
- Tottenham Court Road
- Warren Street